# Seria 324.000
Locomotivele din seria 324.000 au fost construite la Budapesta intre anii 1909 -1917 și au fost folosite de CFR.